# Врата Сибири
Врата́ Сиби́ри — литературно-художественный и историко-краеведческий журнал-альманах. Выходил в Тюмени с 1999 по 2017 годы с периодичностью два раза в год. В течение почти двух десятилетий на страницах этого издания публиковалась художественная проза и поэзия сибирских авторов, материалы по истории и краеведению, а также критика и библиография.
Трижды в 2006, 2007 и 2008 годах на Всероссийской выставке «Пресса» альманах «Врата Сибири» был награжден Дипломом «Золотой лотос» за освещение историко-культурного наследия.